# Képes Gábor
Képes Gábor (Budapest, 1980. június 8. –) magyar költő, sci-fi író, muzeológus (szakterülete: informatikatörténet).

## Élete
Az ELTE Apáczai Csere János Gyakorló Gimnáziumban érettségizett. Az ELTE BTK magyar szakán diplomázott 2004-ben. Tudományos-fantasztikus irodalomra Sárdi Margit, verstanra Szepes Erika, bölcsészettudományi informatikára Horváth Iván tanította. Verseket egyetemistaként kezdett publikálni.
Érdeklődése a kortárs magyar irodalom és a tudományos-fantasztikus irodalom mellett a bölcsészettudományi informatika felé fordult. 2001-től az ELTE bölcsészettudományi karán a Bölcsészettudományi Informatika Önálló Program (BIÖP) demonstrátora, majd megbízott előadója. Itt önálló számítógép-történeti szemináriumokat és kollokviumokat tartott (Gépek és stílusok, A mikroszámítógép kora, A személyi számítógép története). Oktatási tevékenységét az ELTE BTK Informatikai és Könyvtártudományi Intézetében és az ELTE Informatikai Karán folytatja, mellette 2024-től az Eszterházy Károly Katolikus Egyetem Neveléstudományi Doktori Iskolájának doktorandusza.
Diákévei alatt informatikai magángyűjteményt hozott létre. Kovács Győző javaslatára kapcsolódott be a Neumann János centenáriumi évben rendezett jubileumi informatikai kiállítás (Természettudományi Múzeum, 2003) munkálataiba, majd a kiállítás alapján készült vándortárlat rendezésébe. Magángyűjtői tevékenységét abbahagyva gyűjteménye legtöbb darabját a kiállítást rendező Országos Műszaki Múzeumnak ajándékozta. Azóta muzeológusként dolgozott az Országos Műszaki Múzeumban, 2009-től a jogutód Magyar Műszaki és Közlekedési Múzeum muzeológusa, számítástechnikai gyűjteményének kurátora volt. 2011-től 2014-ig műszaki muzeológiai osztályvezető, főmuzeológus, mellette 2012-től 2014-ig az Öntödei Múzeum megbízott múzeumvezetője.
2014-től 2016-ig a Magyar Nemzeti Digitális Archívum és Filmintézet (MaNDA) főosztályvezetője (Digitális Gyűjtemények Főosztály). 2016-tól 2020-ig a Neumann János Számítógép-tudományi Társaság főmunkatársa, 2020-tól néhány hónapig a Budavári Művelődési Ház művészeti vezetője, majd 2021. augusztustól a Neumann János Számítógép-tudományi Társaság marketingigazgatója. 2024-től a Neumann Társaság ügyvezető igazgatói feladatait látja el.
Alapító tagja a Magyar Scifitörténeti Társaságnak és a Magyar Írószövetség SF Irodalmi Szakosztályának alapító titkára.

## Munkássága
Képes Gábor: Programvers
```
 
10 INPUT "Szeretsz?"; A$
20 IF A$="IGEN" THEN GOTO 40
30 GOTO 10
40 PRINT "Én is Téged!"
50 END 

```

Négy verseskötetét adták ki eddig (Igaz történet, Az élet egy nagy öröklakás, Az utcafront és az öregember, Írás a kézfejeden), a kétezres évek első felében versei több lapban, többek között a 2000-ben, a Népszabadságban, a Prae-ben, a Vigiliában, a Magyar Műhelyben, az Esőben jelentek meg. Legtöbb versét az Ezredvég című folyóiratban közölte (első verspublikációja az Ezredvég 2000. február-márciusi számában jelent meg). Szűcs Zoltán Gábor jellemzése szerint lírája neomodern szemléletű  (vö. Szűcs Zoltán Gábor: Neomodern költészet - Képes Gábor verseiről, Alföld, 2003/12., p105-110.).
Több tárcanovellája is megjelent a Galaktika magazinban (Budapest - 2040, Morzsa, Hazatérés, Megálló, Közös nevező, A szerelmes és a világvége, Jelenések lapja, Fehér majom feketében, Ház a kráter szélén), elsőként a Budapest - 2040 jelent meg a 188-as számban. Sci-fi környezetben játszódik A falu szélén című novellája is, melyet az Ezredvég folyóirat 2007. februári számában publikált.
A HiperGalaktika 2 a Legendás űrhajós látogatása című írását közölte 2008. novemberben. A HiperGalaktika 3-ban jelent meg Gyakorlati út a pedagógiához című, a Legendás űrhajós világában játszódó tárcanovellája s Egy út a modern informatikához: Kovács Mihály és tanítványai című tanulmánya (2009. november). Novellái közül több a Galaktika e-könyvtár sorozatában, e-book formátumban is megjelent. Ház a kráter szélén című novellájából a Galaktika 283-as számában (2022. február) jelent meg képregény, az adaptáció forgatókönyvét Fedina Lídia és Kiss Ferenc írták, a grafika Várai Artúr munkája. A novella Kállai Anna fordításában angolul is megjelent, a Samovar című online folyóiratban.
A novella alapján Nemere István és Képes Gábor regényt jelentetett meg 2024-ben.
Szerkesztőként közreműködött Arthur C. Clarke, Frederik Pohl, Jack McDevitt, Robert Silverberg, Whitley Strieber, Arkagyij és Borisz Sztrugackij több művének magyar kiadásában.
Rövid tanulmányt közölt a magyar science-fiction újjáéledéséről Kasztovszky Béla, Nemere István és László Zoltán regényei apropóján. (Képes Gábor: A sci-fi reneszánsza, In: Pápay György (szerk.): Apropó. Könyvekről jutott eszünkbe, Szépirodalmi Figyelő Alapítvány, Budapest, 2012., p13-24.)
Számos recenziót publikál az Esőben, az Ezredvégben és főként a Szépirodalmi Figyelőben, utóbbiban 2002 és 2011 között.
Vízivárosi lokálpatriótának vallja magát, a Víziváros Facebook-oldalt 2009-ben alapította meg, majd az alapítás tizedik évfordulóján, 2019-ben több felolvasóestet is tartott vízivárosi vonatkozású verseiből: a Csalogány26 étteremben, a Nyitott Műhelyben és a Jókai Anna Szalonban.
Évek óta együttműködik Forrai Ferenc tipografikussal, akinek 2013 óta több kiállításához (Betűképek, Szekszárdi színek, A vonal alatt, 10+1, Szekszárdi színhelyek, Formaváros, T mint Teri, Négyszöglet, Időnyomok, Sokszöglet, Négyszöglet - Budapest, A vonal) bevezető tablót írt, Forrai pedig Képes több versét is feldolgozta grafikáin.
Képes Gábor szenvedélyesen érdeklődik a populáris kultúra története iránt, ennek jegyében rövidebb művelődéstörténeti írásokat is ír: 2014 és 2016 között közel ötven cikke jelent meg a Magyar Nemzeti Digitális Archívum kulturális portálján (Mandarchiv.hu), technikatörténetről, filmekről, valamint a magyar könnyűzene történetéről. A Filmvilág című lapban Riz Ortolani olasz filmzeneszerzőről, a Lemezbörze hasábjain Korda György táncdalénekesről jelent meg cikke.
Versei, novellái mellett számos informatikatörténeti írása is megjelent, melyek közül kiemelkedik az Álló Gézával közösen írt A jövő múltja című, magyar-angol nyelvű, átfogó informatikatörténet könyve, amely Alföldi István szerkesztésében jelent meg 2013-ban, a Neumann János Számítógép-tudományi Társaság (NJSZT) gondozásában. A kötet bemutatja az NJSZT 2013-ban, Szegeden megnyitott és azóta is látogatható állandó kiállításának teljes anyagát, de attól függetlenül is olvasható. Lektorként közreműködött két informatikatörténeti vonatkozású kötet kiadásában, ezek: Beregi Tamás: Pixelhősök (Vince Kiadó, 2010.) és Szűts Zoltán: Online - Az internetes kommunikáció és média története, elmélete és jelenségei (Wolters Kluwer, 2018.).
Tudományos ismeretterjesztőként számos előadást tartott, elsősorban informatikatörténetről, például az M5 televízió Mindenki Akadémiája című műsorában. Az informatika népszerűsítésével kapcsolatos tevékenységéhez kapcsolódik, hogy 2004 óta folyamatosan a szekszárdi Neumann János Nemzetközi Programtermék Verseny zsűritagja, 2019-ben pedig a nyíregyházi Magyar Ifjúsági Robot Kupa zsűritagja is lett.
Önálló verseskötetei
- Igaz történet, Alterra Svájci-Magyar Kiadó, 2000.
- Az élet egy nagy öröklakás, Fiatal Írók Szövetsége, 2002., szerkesztette: Szerdahelyi István, (Gépeskönyv, 2002)[11]
- Az utcafront és az öregember, Fiatal Írók Szövetsége, 2006.
- Írás a kézfejeden, Nagy Lajos Kiadó, 2020. ISBN 978-615-5792-04-5

Versei és novellái antológiában
- Szepes Erika (szerk.): Kötél-tánc, fiatal költők antológiája, Nagy Lajos Alapítvány, 2001. (versek)
- Morfondírozások kora, a Nagy Lajos Irodalmi és Művészeti Társaság antológiája, 2004. (versek)
- Az esti tűznél találkozunk, a Nagy Lajos Irodalmi és Művészeti Társaság antológiája, 2007. (novellák)
- Képes Gábor - Vancsó Éva (szerk.): NEMERE 70., Magyar Scifitörténeti Társaság antológiája Nemere István 70. születésnapjára, 2014. (novella)
- Szélesi Sándor (szerk.): Távoli kolóniák, Ad Astra Kiadó, 2016. (novella)
- Gyimesi László - Köves István - Szepes Erika (szerk.): Kedvesebb hazát, Nagy Lajos Irodalmi és Művészeti Társaság antológiája, 2016. (versek)
- Gyimesi László - Köves István - Szepes Erika (szerk.): Felemás korlát, Nagy Lajos Irodalmi és Művészeti Társaság antológiája, 2017. (versek)
- Brody, Alexander - Márton László - Nagy Gabriella - Torma Tamás (szerk.): Alibi hat hónapra 23. Divat, Hamu és Gyémánt kiadó, 2019. (novella)
- Földeák Iván - Köves István - Szepes Erika (szerk.): Csák Máté földjén, Nagy Lajos Irodalmi és Művészeti Társaság antológiája, 2019. (versek)
- Szegő János (szerk.): Szép versek 2020-2021, Magvető Kiadó antológiája, 2021. (vers)

Verse emlékkönyvben
- Neumann János Emlékkönyv, Informatikai és Hírközlési Minisztérium, 2005.[forrás?]

Regénye
- Nemere István - Képes Gábor: Ház a kráter szélén (olvasoterem.hu, 2024)[7]

Informatikatörténeti kiadványai
- Bertáné dr. Varga Judit (szerk.): Menő üzletember, Országos Műszaki Múzeum, Budapest, 2008. (az azonos című kiállítás kísérőkiadványa, írta: Képes Gábor – Tóth Endre – Vámos Éva)
- Képes Gábor (szerk.): DOStalgia. A személyi számítógép története dióhéjban, Magyar Műszaki és Közlekedési Múzeum, Budapest, 2011. (az azonos című kiállítás kísérőkiadványa)
- Képes Gábor - Álló Géza: A jövő múltja. Neumanntól az internetig[12]
- A kibernetika hőskora avagy Volt élet a PC előtt; Magyar Műszaki és Közlekedési Múzeum, Bp., 2014

Informatikatörténeti írásai
- A házi számítógép kora, In: Kovács Győző: 100 éve született Neumann János, Mérföldkövek a számítástechnikában, Technikatörténeti monográfiák 1., Országos Műszaki Múzeum, 2003.
- A mikroszámítógép kora. In: Vámos Éva - Vigyázó Lilly (szerk.): Tanulmányok a természettudományok, a technika és az orvoslás történetéből, OMM - MTESZ, 2004, p177-180.
- Az igazi floppy. In: Vadas József - Bojár Iván András (szerk.): Magyar Design, OCTOGON könyvek, 2004, 174. o.; angol nyelven ugyanitt: The real floppy, ford.: SARKADY Krisztina, p175.
- Kiemelkedő műtárgycsoportok az Országos Műszaki Múzeum Matematikatörténeti- és Számítástechnika-történeti Gyűjteményében, Tóth Endrével, Technikatörténeti Szemle, 2003-2004.
- Kovács Mihály és tanítványai: a kibernetikaoktatás kezdetei a budapesti Piarista Gimnáziumban, In: Vámos Éva - Vigyázó Lilly (szerk.): Tanulmányok a természettudományok, a technika és az orvoslás történetéből, OMM - MTESZ, 2005
- „Van, aki tartózkodóan, van, aki kíváncsian közelít a géphez” - generációk ismerkedése a számítógéppel, In: Menyhért Anna - Vaderna Gábor (szerk.): Amihez mindenki ért..., Kultúratudományi tanulmányok, József Attila Kör - L'Harmattan, Budapest, 2006, p232-249
- Laufer Gábor: egy orvos és a számítógép, Technikatörténeti Szemle, XXVII. 2005-2006, p 261-282. (dr. Laufer Gábor visszaemlékezése, szöveggondozás, szerkesztés)
- Videoton Home Center: egy intelligens otthon a rendszerváltás korából, Technikatörténeti Szemle, XXVII. 2005-2006, p 147-161.
- A Menő Üzletember tárgyai: hordozható elektronika és Business Class az Országos Műszaki Múzeumban, Technikatörténeti Szemle, XXVIII. 2007-2008, p 99-111. (Tóth Endrével)
- A Lasergraph fotóplotter család, in: Vámos Éva – Vámos Endréné Vigyázó Lilly (szerk.): Tanulmányok a természettudományok, a technika és az orvoslás történetéből, MTESz Tudomány- és Technikatörténeti Bizottsága, Budapest, 2008, p 85-93.
- Egy út a modern informatikához. Kovács Mihály és tanítványai, Hipergalaktika 03, 2009, p112-117.
- A hordozható számítógép évtizedei, in: Vámos Éva – Vámos Endréné Vigyázó Lilly (szerk.): Tanulmányok a természettudományok, a technika és az orvoslás történetéből, MTESz Tudomány- és Technikatörténeti Bizottsága, Budapest, 2009, p97-103.
- Az informatika gyermekei. Ismerkedés a játékos számítógéppel. In: Vámos Éva – Vámosné Vigyázó Lilly: Tanulmányok a természettudományok, a technika és az orvoslás történetéből, MMKM – MTESZ – MSZH, Budapest, 2010, p59-65.
- 2010: Arthur C. Clarke éve, Vörös Postakocsi (a Nyíregyházi Főiskola folyóirata), 2010/tél[13]
- Az IBM-kompatibilis személyi számítógépek térhódítása Magyarországon, in: A Magyar Műszaki és Közlekedési Múzeum Évkönyve I., MMKM, Budapest, 2012., p95-107.
- Számítógép a Vasfüggöny mögött, in: A Magyar Műszaki és Közlekedési Múzeum Évkönyve II., MMKM, Budapest, 2013.,p138-161.
- Hazai gyártású iskolai- és házi számítógépek. Falta Zoltán emlékére, in: A Magyar Műszaki és Közlekedési Múzeum Évkönyve III., MMKM, Budapest, 2014., p122-135.
- Kozma László, in: Dr. Krámli Mihály Phd (főszerk.): Sorsok és találmányok. Tanulmányok a magyarországi zsidó műszaki alkotókról a Magyar Holokauszt 70. évfordulója alkalmából, MMKM, Budapest, 2014., p70-85.
- Volt élet a PC előtt! Számolóeszközöktől a robotokig - a Kibernetika hőskora című kiállítás műtárgyai, in: A Magyar Műszaki és Közlekedési Múzeum Évkönyve IV., MMKM, Budapest, 2015., p129-140.
- Jánosi Marcell és a "bűvös floppy", Óbudai Anziksz, 2018/tavasz, p82-85.
- Építsünk számítógépet! Simonyi Endre (1937-2018) és kora, Óbudai Anziksz, 2018/19/tél, p82-87.
- A számítóközpontoktól a digitális esélyegyenlőségig. Az NJSZT első 50 éve, Információs Társadalom, 2018/3-4., p139-151.
- Lunar Lander. Szépirodalmi Figyelő, 2019/4.
- Az írógépműszerész. Bereczki Zoltán pályaképe. Óbudai Anziksz, 2020/nyár, p85-90.
- Somogyvári Lajos - Szabó Máté - Képes Gábor: How Computers Entered the Classroom in Hungary: A Long Journey from the Late 1950s into the 1980s, In: Carmen Flury és Michael Geiss (szerk.): How Computers Entered the Classroom, 1960–2000, degruyter.com, 2023.
- Gábor KÉPES, Ágnes ERDŐSNÉ NÉMETH: As the Epitome of Talent: John von Neumann and Hungarian-born Scientists Around Him (3-18) (angol nyelven) (pdf). Journal pp. 3-18. IOI, Vilnius University, 2023. július 5. DOI:10.15388/ioi.2023.01. (Hozzáférés: 2023. július 9.)
- Képes Gábor: Kibernetikai állatkert az iskolában (magyar nyelven). in: Iskolakultúra, Évf. 35 szám 3 (2025). Szegedi Tudományegyetem Bölcsészet- és Társadalomtudományi Kar, 2025. március 3. [2025. június 7-i dátummal az eredetiből archiválva]. DOI:10.14232/iskkult.2025.3.68. (Hozzáférés: 2025. július 3.) „Katicabogár Szegeden, Egér Budapesten, Teknősbéka Túrkevén”
- Út az M-3-hoz. Az első magyar elektronikus számítógép előtörténete : Beszélgetés Dömölki Bálinttal. Információs Társadalom, 25 (1) p 9-24 (2025), https://doi.org/10.22503/inftars.XXV.2025.1.1
- Képes Gábor: Kell-e nekünk MI történet? A mesterséges intelligencia történetei a hazai digitális pedagógiai szakirodalomban (magyar nyelven). Különleges Bánásmód - Interdiszciplináris folyóirat, 11(2), 2025. június 29. DOI:10.18458/KB.2025.2.19. (Hozzáférés: 2025. július 3.)
- Az iskolaszámítógéptől a gyermekinformatikáig - interjú Kőrösné Mikis Márta szakmai pályájáról. Inspiráció - az ISZE Informatika-Számítástechnika Tanárok Egyesülete hírlevele, 2025/1, p8-16., Inspiracio2025_1.pdf

Tagságok, tisztségek
- 2000-től Dayka Gábor Társaság, alapító főtitkár
- 2000–2003 a Huszonegy kulturális folyóirat szerkesztője (megszűnéséig)
- 2001-től Nagy Lajos Irodalmi és Művészeti Társaság, tag (2002-től elnökségi tag, 2003-tól 2005-ig szervezőtitkár)
- 2001-től Neumann János Számítógép-tudományi Társaság, tag
- 2002-től Fiatal Írók Szövetsége, tag
- 2003-tól Magyar Scifitörténeti Társaság, alapító tag
- 2004-től JAK (József Attila Kör), tag
- 2005-től Közgyűjteményi és Közművelődési Dolgozók Szakszervezete, tag
- 2005-től Kultúrvákum Egyesület, tag
- 2009-től Magyar Írószövetség, tag, SF Irodalmi Szakosztály, alapító titkár
- 2009-től Neumann János Számítógép-tudományi Társaság Informatikatörténeti Fóruma (ITF), vezetőségi tag
- 2020-tól Vízivárosi Lokálpatrióta Unió, elnök

Díjai
- Kemény János-díj. Informatikatörténeti kutatásaiért és publikációiért kapta meg 2014-ben a Neumann János Számítógép-tudományi Társaságtól.
- I. Béla emlékérem. Szekszárdi I. Béla Gimnázium, 2023.
- Nagy Lajos-díj. A Nagy Lajos Irodalmi és Művészeti Társaság irodalmi díja, 2023.

Kiállításai
- A számítástechnika mindenkié. Informatikai és Hírközlési Minisztérium, Budapest, 2003. (Szakmai vezető: Kovács Győző. Rendezte: Képes Gábor)
- Mérföldkövek a számítástechnikában. Vándorkiállítás a magyar informatika történetéről. Helyszínek: Sátoraljaújhely, Budapest (TIT Planetárium), Szolnok (Damjanich János Múzeum), Salgótarján (Technika Háza), Pécs, Budapest (Kempelen Farkas Hallgatói Információs Központ), Székesfehérvár (Kandó Kálmán Villamosmérnöki Főiskolai Kar Számítógéptechnikai Intézet), 2004-2006. (Szakmai vezető: Kovács Győző. Rendezte: Képes Gábor - Tóth Endre - Sima Péter)
- „Nézem a lámpát” - József Attila és a fény. Budapesti Műszaki Főiskola, 2005. (rendezte: Képes Gábor - Tóth Endre)
- Örök reneszánsz. A megújulás technikája. Közlekedési Múzeum, Budapest, 2008. (Az „Ősnyomtatványtól az e-bookig” című fejezet kidolgozása. A kiállítást rendezte: Kócziánné dr. Szentpéteri Erzsébet)
- Menő üzletember. Országos Műszaki Múzeum Elektrotechnikai Múzeuma, 2008. Damjanich János Múzeum, Szolnok, 2009. Finta Múzeum Vadász Pál Kiállítóterme, Túrkeve, 2010. (rendezte: Képes Gábor - Tóth Endre).
- Űrhódító. A számítógépes játék (r)evolúciója. Magyar Műszaki és Közlekedési Múzeum, Budapest, 2010. (rendezte: Képes Gábor)
- Egy géniusz ifjúkora. Neumann János-emlékkiállítás. Magyar Műszaki és Közlekedési Múzeum, Budapest, 2011. (rendezte: Képes Gábor, szakmai vezető: Kovács Győző)
- DOStalgia - 30 éves a PC. Magyar Műszaki és Közlekedési Múzeum, Budapest, 2011-2012. (rendezte: Képes Gábor)
- Az informatika gyermekei. Damjanich János Múzeum, Szolnok. Finta Múzeum Vadász Pál Kiállítóterme, Túrkeve. Nagyatádi Városi Múzeum, Nagyatád. 2011-2012. (rendezte: Képes Gábor)
- Mobilmementók. Öntödei Múzeum, Budapest, 2012. (rendezte: Képes Gábor - társrendező: Csernák Márton)
- DOStalgia - a személyi számítógép hőskora. Finta Múzeum Vadász Pál Kiállítóterme, Túrkeve, 2012. Damjanich János Múzeum, Szolnok, 2013. Helytörténeti Gyűjtemény, Dombóvár, 2013. Városi Múzeum, Kecel, 2013. Közúti Szakgyűjtemény, Kiskőrös, 2013. (rendezte: Képes Gábor, társrendező: Nagy Károly)
- A kibernetika hőskora. Finta Múzeum Vadász Pál Kiállítóterme, Túrkeve, 2013. Atomenergetikai Múzeum, Paks, 2014. (rendezte: Képes Gábor)
- Sorsok és találmányok. A Magyar Műszaki és Közlekedési Múzeum kiállítása a Holokauszt 70. évfordulóján. Közlekedési Múzeum, Budapest, 2014. (Részvétel a forgatókönyv megírásában. A Kozma Lászlóval kapcsolatos kiállításrész kidolgozása. A kiállítást rendezte: Dr. Krámli Mihály)
- Űrcsilliárdos. Dragon György emlékkiállítás. Finta Múzeum Vadász Pál Kiállítóterme, Túrkeve, 2015. Damjanich János Múzeum, Szolnok, 2016. (rendezte: Képes Gábor, társrendező: Dragon Ferenc)
- Nem esett messze az alma a fájától. A Neumann János Számítógép-tudományi Társaság és Nagy Károly magángyűjtő közös kiállítása. Újpesti Kulturális Központ Ifjúsági Ház, Budapest, 2016. NJSZT Informatika Történeti Kiállítása, Szent-Györgyi Albert Agora, Szeged, 2016. (rendezte: Képes Gábor, társrendező: Nagy Károly)
- MI és a Robot. A Neumann János Számítógép-tudományi Társaság robotika kiállítása. NJSZT Informatika Történeti Kiállítása, Szent-Györgyi Albert Agora, Szeged, 2017. (rendezte: Képes Gábor)
- Nekem 8(bit). A Neumann János Számítógép-tudományi Társaság és Nagy Károly magángyűjtő közös kiállítása. Újpesti Kulturális Központ Ifjúsági Ház, Budapest, 2017. NJSZT Informatika Történeti Kiállítása, Szent-Györgyi Albert Agora, Szeged, 2017. (rendezte: Képes Gábor, társrendező: Nagy Károly)
- Győző győzött. A Neumann János Számítógép-tudományi Társaság emlékkiállítása Kovács Győző tiszteletére. Zipernowsky Galéria, Budapest, 2018. NJSZT Informatika Történeti Kiállítása, Szent-Györgyi Albert Agora, Szeged, 2018. Finta Múzeum Vadász Pál Kiállítóterme, Túrkeve, 2018. I. Béla Gimnázium, Szekszárd, 2019. (rendezte: Képes Gábor)
- Mentsük, ami menthető. A Neumann János Számítógép-tudományi Társaság és Nagy Károly magángyűjtő közös kiállítása. Újpesti Kulturális Központ Ifjúsági Ház, Budapest, 2018, (rendezte: Képes Gábor, társrendező: Nagy Károly)
- NJSZT50. A Neumann János Számítógép-tudományi Társaság első fél évszázada. NJSZT Informatika Történeti Kiállítása, Szent-Györgyi Albert Agora, Szeged, 2018. Zipernowsky Galéria, Budapest, 2018. Petőfi Művelődési Központ, Kiskőrös, 2018-19. Eszterházy Károly Egyetem Varázstorony, Eger, 2019. Debreceni Egyetem Egyetemi és Nemzeti Könyvtára, Debrecen, 2019. (rendezte: Képes Gábor)
- GSM - Generációk Saját Mobiljai. NJSZT Informatika Történeti Kiállítása, Szent-Györgyi Albert Agora, Szeged, 2019. Finta Múzeum Vadász Pál Kiállítóterme, Túrkeve, 2019-2020. Piarista Múzeum, Budapest, 2019-2020. (rendezte: Képes Gábor, társrendező: Csernák Márton)
- Álmok álmodói 20. Millenáris, Budapest, 2022. (rendezte: Gazda István, az infokommunikációs csomópont vezető szaktanácsadója: Képes Gábor)
- Neumann-miliő. A Neumann 120 év jubileumi kiállítása a Fasori Evangélikus Gimnáziumban, Budapest, 2023. (rendezte: Képes Gábor - Selmeczi György, a tablókat írta: Képes Gábor - Szalay Imre)[forrás?]
- MAC40. NJSZT Informatika Történeti Kiállítása, Szent-Györgyi Albert Agora, Szeged, 2024. (rendezte: Képes Gábor, társrendező: Nagy Károly)
- School-Computer - A digitális kultúra kezdetei a közoktatásban. Az Informatika Történeti Múzeum Alapítvány kiállítása, Túrkeve - Budapest - Szeged - Békéscsaba, 2024-2025.

(rendezte: Képes Gábor, támogató: Nemzeti Kulturális Alap)
Virtuális kiállításai
- Computers behind the 'Iron Curtain', Inventing Europe[16]
- Amikor a számítógép állást keresett, Magyar Nemzeti Digitális Archívum, 2017[17]